# Anton Orlowski
Anton Orlowski (Varsòvia, 1811 - Rouen, 11 de febrer de 1861) fou un violinista, pianista, director d'orquestra i compositor polonès.
Va estudiar en el Conservatori de la seva ciutat natal amb Bielawski (violí), Detroit i Ernemann (piano), Henry Lenza (òrgan) Elsner (composició) a Varsòvia (1824-29) abans de completar la seva formació amb Jean-François Lesueur a París. El 1823 aconseguí els primers premis de violí i piano, i després d'haver romàs algun temps a Alemanya, passà a París el 1830. En la capital de França completà la seva instrucció musical i a partir de 1835 va treballar com a director d'orquestra a Rouen i en l'ensenyança del piano. El 1824 ja se li havia estrenat a Varsòvia la seva primera obra, un ball d'espectacle, i el 1827 estrenà en la mateixa capital un altre ball titulat Invasió dels àrabs a Espanya; també va compondre l'òpera El marit de circumstancia, amb llibret de Eugène de Planard) (Rouen, 1836) i el motet Santa Cecília, executat per primera vegada el 1842. Entre les seves altres produccions s'hi compten: poloneses, rondós, sonates, valsos i altres obres per a piano i violí o per a piano sol. La major part de les seves obres es publicaren a París. Va ser director del teatre de Rouen.